# Table des rangs
 (décembre 2011).
Si vous disposez d'ouvrages ou d'articles de référence ou si vous connaissez des sites web de qualité traitant du thème abordé ici, merci de compléter l'article en donnant les références utiles à sa vérifiabilité et en les liant à la section « Notes et références ».

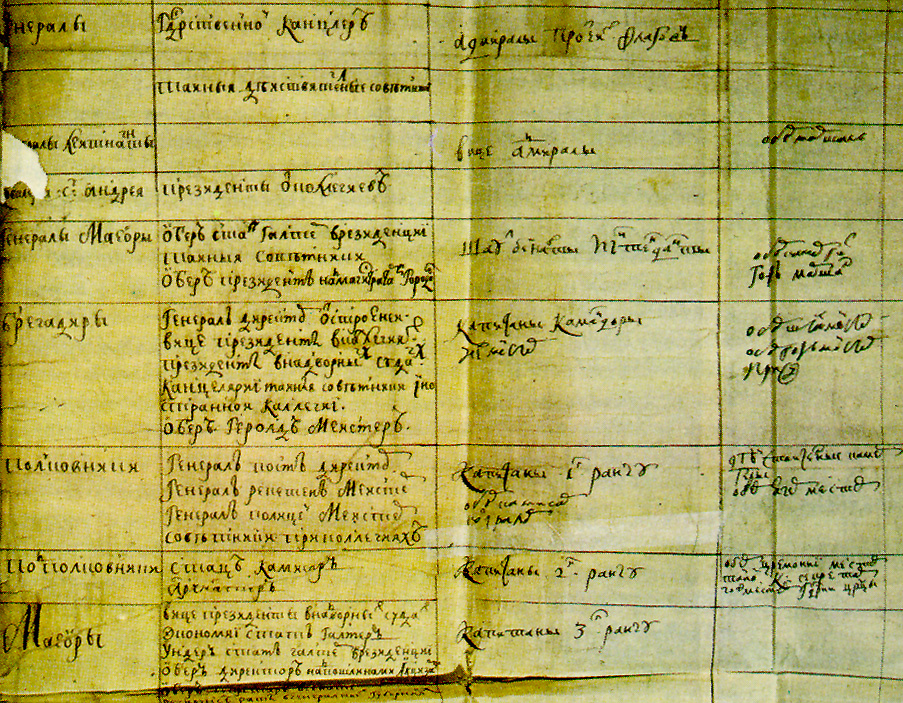
Table des rangs.

La Table des rangs ou Table des tchins (russe : Табель о рангах) est un document législatif de l’Empire russe comportant une hiérarchisation des rangs sociaux, dont ceux de noblesse, faisant partie d'un oukase de Pierre le Grand, daté du 13 janvier 1722. Elle détermine précisément le degré de dignité des « serviteurs de l'État » (tchinovniki), civils ou militaires, qui sont répartis sur 14 degrés.

## Historique
La table de 1722 était très détaillée. S’y mélangeaient grades et fonctions particulières, voire uniques (par exemple, la direction d’un port particulier). On y trouvait aussi des décalques directs de dénominations d'origine étrangère importées telles quelles par l'empereur, notamment dans la Marine impériale, objet de toutes les attentions de Pierre le Grand : vitsé-admiral (vice-amiral), Chaout'bènakht (du néerlandais schaut bij nacht), arir-admiral (amiral de l'arrière-garde), ober-chter-krigs-komissar (ober-steuer-kriegs-komissar), etc.
Cette table évolua rapidement en conservant toutefois des dénominations différentes pour les différentes classes.
Paul Ier (empereur de 1796 à 1801) simplifia le système en ne faisant figurer dans la table que les seuls grades ou titres de fonctionnaires. La table complète couvrait des dénominations dans le domaine civil pour les fonctionnaires de la cour, de l’administration, des mines et de l’enseignement, dans le domaine militaire, pour l’infanterie, l’artillerie et le génie, la cavalerie, la garde, les cosaques et la marine impériale, et enfin dans le domaine religieux, pour le clergé noir (les moines et les hauts dignitaires de l'Église — soumis au célibat) et le clergé blanc (les prêtres, obligatoirement mariés).
Afin d'éviter un accroissement trop rapide des effectifs de la noblesse, une réforme de l'empereur Nicolas Ier établit que le tchinovnik acquiert la noblesse personnelle à partir d'un certain rang, et la noblesse héréditaire au-dessus d'un rang plus élevé,. Le seuil des classes qui attribuent ces noblesses est différent pour les fonctionnaires civils et pour les militaires.
Le serviteur promu au 14e rang acquiert la noblesse personnelle (dvoryanstvo) et le titulaire d'une charge au 8e rang obtient la noblesse héréditaire, seuil que Nicolas Ier élève au 5e rang en 1845. 
En 1856, les rangs requis pour la noblesse héréditaire passent au 4e rang pour les titulaires de la fonction publique et au 6e pour ceux du service de l’armée.
Jusqu'en 1917, toute la société russe vit dans l'obsession du tchin. Un étudiant se situe au 14e rang, un lieutenant au 12e, un colonel ou un conseiller de collège au 6e (cas du père de Lénine), un général ou un conseiller privé au 2e, le feld-maréchal et le chancelier de l'Empire au 1er. On est véritablement considéré comme noble à partir du 8e rang, catégorie qui représente au XIXe siècle environ 200 000 personnes (environ 1 000 000 en 1914 avec les familles).

## L'exemple de la médecine
Un étudiant de première année est classé au 14e rang. À la fin de ses études, quand il obtient un poste dans l'administration, il accède au 9e rang de « conseiller titulaire » (équivalent à un capitaine dans l'armée). S'il obtient le doctorat, le médecin passe au 8e rang (« assesseur de collège », équivalent de commandant). Ensuite, une lente ascension se déroule jusqu'aux plus grands honneurs. En général, on s'élève d'un rang tous les quatre ans de service avec des variations selon les récompenses et les conditions d'exercice (un séjour en Sibérie accélère le rythme). Un médecin peut atteindre le 3e rang (« conseiller secret »), mais seule la faveur de l'empereur peut conférer le 2e rang (« conseiller secret véritable »).

## Table des rangs
| Rang | Prédicat               | Civil                                                 | Armée                                              | Marine                |
| ---- | ---------------------- | ----------------------------------------------------- | -------------------------------------------------- | --------------------- |
| 1er  | Votre haute excellence | Chancelier, conseiller secret véritable de 1re classe | Feld-maréchal                                      | Général-amiral        |
| 2e   | Votre haute excellence | Conseiller secret véritable                           | Général de cavalerie, d'infanterie et d'artillerie | Amiral                |
| 3e   | Votre excellence       | Conseiller secret (ou privé)                          | Lieutenant-général                                 | Vice-amiral           |
| 4e   | Votre excellence       | Conseiller d'État véritable                           | Général-major                                      | Contre-amiral         |
| 5e   | Votre haute origine    | Conseiller d'État                                     | Brigadier (-1798)                                  | (-)                   |
| 6e   | Votre haute noblesse   | Conseiller de collège                                 | Colonel                                            | Capitaine de 1er rang |
| 7e   | Votre haute noblesse   | Conseiller de cour (ou aulique)                       | Lieutenant-colonel                                 | Capitaine de 2d rang  |
| 8e   | Votre haute noblesse   | Assesseur de collège                                  | Capitaine, rittmeister (Major, -1884)              | Premier-lieutenant    |
| 9e   | Votre noblesse         | Conseiller titulaire                                  | Capitaine en second, rittmeister en second         | Lieutenant            |
| 10e  | Votre noblesse         | Secrétaire de collège                                 | Lieutenant                                         | Mitchman              |
| 11e  | Votre noblesse         | Secrétaire de vaisseau                                | (-)                                                | (-)                   |
| 12e  | Votre noblesse         | Secrétaire de gouvernement                            | Sous-lieutenant, cornette                          | (-)                   |
| 13e  | Votre noblesse         | Greffier de sénat, de synode et de conseil de collège | Enseigne                                           | (-)                   |
| 14e  | Votre noblesse         | Greffier (ou Enregistreur) de collège                 | (-)                                                | (-)                   |